# Alberto Ziveri
Alberto Ziveri (Roma, 1908 – Roma, 1990) è stato un pittore italiano.

## Biografia
Fu uno dei rappresentanti della cosiddetta Scuola Romana, in cui ebbe particolare collocazione; autore di paesaggi urbani e di scene di realismo narrativo caricato e plebeo, in cui fece uso di un chiaroscuro alla maniera settecentesca, ebbe la sua prima mostra personale nel 1933, e nel 1936 espose alla Biennale di Venezia. Nel dopoguerra maturó con tenacia le sue ricerche realistiche, con una sostanziale modernità di spirito.
Tra le sue opere più importanti si annoverano la serie dei Notturni e delle Fermate di tram, Composizione del 1933 (olio su tavola)  e Postribolo del 1945 (olio su tela).
Nel 1963-64 espone alla mostra Peintures italiennes d'aujourd'hui, organizzata in Medio Oriente e in Nordafrica.

## Premi
- IV Premio Quadriennale di Roma, 1943.
- Premio Viareggio-Rèpaci, 1989.